# Italský národní institut pro geofyziku a vulkanologii
Italský národní institut pro geofyziku a vulkanologii (italsky Istituto Nazionale di Geofisica e Vulcanologia, zkr. INGV) je italská státní vědecká instituce, zabývající se geologií, se sídlem v Římě.